# خانم حمورابی
خانم حمورابی (انگلیسی: Ms. Hammurabi; کره‌ای: 미스 함무라비) یک مجموعه تلویزیونی کره جنوبی سال ۲۰۱۸ به نویسندگی مون یو سوک، قاضی ارشد در دادگاه ناحیه شرقی سئول و با بازی گو آرا، کیم میونگ سو و سونگ دونگ ایل است. این مجموعه بر پایه رمانی از فیلم‌نامه‌نویس این مجموعه با همین نام است که به صورت سریالی‌شده در سال ۲۰۱۵ در هانکیوره منتشر شد و بعداً در سال ۲۰۱۶ توسط انتشارت مون‌هاک‌دونگ‌نه به صورت کتاب جلدکاغذی منتشر شد. خانم حمورابی از ۲۱ مه تا ۱۶ ژوئیه ۲۰۱۸، روزهای دوشنبه و سه‌شنبه ساعت ۲۳:۰۰ (کی‌اس‌تی) از جی‌تی‌بی‌سی برای ۱۶ قسمت پخش شد.

## بازیگران

### اصلی
- گو آرا در نقش چا اوه روم
- کیم میونگ سو در نقش لی با رون
- سونگ دونگ ایل در نقش هان سه سانگ